# Etobicoke-Nord (circonscription provinciale)
Circonscription électorale provinciale du Canada
Etobicoke-Nord ((en) Etobicoke North) est une circonscription provinciale de l'Ontario représentée à l'Assemblée législative de l'Ontario depuis 1999.

## Géographie
Située dans la région du grand Toronto, les circonscriptions limitrophes sont Humber River—Black Creek, Vaughan—Woodbridge, Mississauga—Malton, York-Sud—Weston et Etobicoke-Centre.
En 2011, les circonscriptions limitrophes sont Bramalea—Gore—Malton, Etobicoke-Centre, Vaughan, York-Sud—Weston et York-Ouest.

## Historique
| Législature                                                 | Années        | Député | Député        | Parti                     |
| ----------------------------------------------------------- | ------------- | ------ | ------------- | ------------------------- |
| Circonscription issue d'Etobicoke-Ouest et Etobicoke—Humber |               |        |               |                           |
| 37e                                                         | 1999-2003     |        | John Hastings | Progressiste-conservateur |
| 38e                                                         | 2003-2007     |        | Shafiq Qaadri | Libéral                   |
| 39e                                                         | 2007-2011     |        | Shafiq Qaadri | Libéral                   |
| 40e                                                         | 2011-2014     |        | Shafiq Qaadri | Libéral                   |
| 41e                                                         | 2014-2018     |        | Shafiq Qaadri | Libéral                   |
| 42e                                                         | 2018-2022     |        | Doug Ford     | Progressiste-conservateur |
| 43e                                                         | 2022-2025     |        | Doug Ford     | Progressiste-conservateur |
| 44e                                                         | 2025-en cours |        | Doug Ford     | Progressiste-conservateur |

## Circonscription fédérale
Depuis les élections provinciales ontariennes du 4 octobre 2007, l'ensemble des circonscriptions provinciales et des circonscriptions fédérales sont identiques.